# Квекери
Квекери (енгл. Quakers), или Пријатељи (енгл. Friends), чланови су хришћанског покрета који је познат као Верско друштво Пријатеља у Европи, Аустралији, Новом Зеланду и дијеловима Сјеверне Америке или Пријатељи цркве у Африци, Азији, Јужној Америци и дијеловима Сједињених Држава. Покрет се првобитно, и још увијек претежно, заснива на хришћанству. Припадници покрета изјашњавају се као свештенство свих вјерника, доктрина која води поријекло из Прве посланице Петрове. Они укључују евангелистичка, светосна, либерална и традиционална Квекерска схватања хришћанства. Чланове различитих квекерских покрета генерално уједињује вера у способност сваког човека да искуси и приступи светлости у себи или да види „Божије светло у сваком“.
У различитим степенима, различити покрети чине Верско друштво Пријатеља/Пријатеље цркве који избјегавају симбол вјере или хијерархијску структуру. Године 2007, било је око 359.000 пунољетних Квекера, а 2012. године тај број се повећао на 377.055. У 2017. години било је 377.557 одраслих квекера, од тога 49 одсто у Африци.
Око 89 процената квекера широм света припада „еванђеоским“ и „програмираним“ гранама квекеризма, које одржавају службе са певањем и припремљеном библијском поруком коју координира пастор. Око 11 процената упражњава чекајуће богослужење или непрограмирано богослужење (данас познато као састанак за богослужење), где се редослед служења не планира унапред, углавном је тихо и може укључивати неприпремљену вокалну службу присутних. На неким састанцима мешовитог типа присутни су формални свештеници - пријатељи су препознатљиви по свом вокалном служењу.
Први квекери живели су средином 17. века у Енглеској. Протоеванђелски хришћански покрет познат као квекеризам произашао је из легатинско-аријанаца и других издвојених протестантских група које су се одвојиле од званичне енглеске цркве. Квекери, посебно они познати као Храбрих шездесет, настојали су да друге преобрате у своје схватање хришћанства путујући широм Британије и по иностранству, проповедајући јеванђеље Исуса Христа. Неки од ових раних квекерских министара биле су жене. Своју поруку заснивали су на уверењу да је „Христос сам дошао да подучава свој народ“, истичући важност директног односа с Богом кроз Исуса Христа и директног веровања у универзално свештенство свих верника. Они су наглашавали лично, директно Христово религиозно искуство стечено непосредним религиозним искуством и читањем и проучавањем Библије. Квекери су усредсредили своје приватне животе на развијање понашања и говора који одражавају емоционалну чистоту и светлост Бога, са циљем хришћанског савршенства.
Познато је да су у прошлости квекери користили као енглеску реч  као обичну заменицу, одбијали да учествују у рату, носили једноставну одећу, одбијали да положе заклетве, противили се ропству и практиковали титотализам. Неки квекери основали су банке и финансијске институције, укључујући Барклис, Лојдс, и Френдс Провидент; производна постројења, укључујући фирму за обућу Кларк и три велика британска произвођача слаткиша Кадбери, Раунтри и Фрај; и подржавали су филантропске напоре, укључујући укидање ропства, реформу затвора и пројекте социјалне правде. Године 1947, Квекери представљени британским Већем пријатељских услуга и Америчким комитетом пријатељских услуга (САД) добили су Нобелову награду за мир.
Према једном новинском чланку, у Новом Пазару у позном 17. веку је био активан неки енглески квекер по имену Џек, који је привукао нешто присталица, док није спаљен по наређењу великог везира Мустафа-паше Ћуприлића.

## У популарној култури
- Квекери су због своје вере једни од главних аболициониста у чувеном роману Харијет Бичер Стоу Чича-Томина колиба. Они скривају одбеглог роба Џорџа и повезују га са својом одбеглом супругом те им помажу да пребегну у слободну Канаду.[25]
- У култној ТВ-серији Шест стопа под земљом појављују се као чудна заједница коју главни јунак Нејт Фишер, уз наговор своје полусестре Меги, посећује како би нашао спас од приватних проблема. После једног таквог квекерског састанка Нејт и Меги имају сношај.